# Lukas Hoffmann
Pour les articles homonymes, voir Hoffmann.
 (juillet 2016).
Si vous disposez d'ouvrages ou d'articles de référence ou si vous connaissez des sites web de qualité traitant du thème abordé ici, merci de compléter l'article en donnant les références utiles à sa vérifiabilité et en les liant à la section « Notes et références ».
Hans Lukas Hoffmann dit Luc Hoffmann, né le 23 janvier 1923 à Bâle (Suisse) et mort le 21 juillet 2016 à Arles (Bouches-du-Rhône), est un ornithologue, défenseur de l’environnement et philanthrope suisse,. Il a également été, entre 1953 et 1996, membre du conseil d'administration de la société pharmaceutique F. Hoffmann-La Roche créée par sa famille. Il utilise sa fortune pour doter la Fondation MAVA qui finance des projets de préservation de la nature dans le monde entier.
Cofondateur du Fonds mondial pour la nature (WWF), il aide également à élaborer la convention de Ramsar pour la protection des zones humides. Il crée le centre de recherche de la Tour du Valat en Camargue. Il est l’auteur de plus de 60 livres, consacrés pour la plupart à l’ornithologie.

## Biographie

### Généalogie et naissance
Luc Hoffmann est le petit-fils de Fritz Hoffmann-La Roche, fondateur de la société Hoffmann-La Roche en 1896. Il est le deuxième fils de l’industriel Emanuel « Manno » Hoffmann (1896-1932) et de la sculptrice Maja née Stehlin (1896-1989) et le frère de Vera Oeri-Hoffmann. Sa famille est l’actionnaire majoritaire de la société pharmaceutique F. Hoffmann-La Roche, dont il est membre du conseil d'administration entre 1953 et 1996.
Son père meurt dans un accident de voiture quand il a neuf ans, et l’année suivante, son frère aîné est emporté par une leucémie. Sa mère épouse ensuite le compositeur suisse Paul Sacher. Malgré la fortune considérable de la famille, Hoffmann est élevé de façon très modeste. Son enthousiasme pour le monde naturel se manifeste dès son enfance où il passe beaucoup de temps à observer les oiseaux dans la région de Bâle. Son premier article universitaire, Der Durchzug der Strandvögel in der Umgebung Basels (« le passage des oiseaux de mer aux environs de Bâle ») paraît dans Der Ornithologische Beobachter (« l’Observateur des oiseaux ») en 1941, alors qu’il est encore étudiant.

### Parcours universitaire
En 1941, il s’inscrit à l’université de Bâle pour étudier la zoologie. En 1943, il est appelé dans l’armée suisse où il obtiendra le rang de lieutenant. Après la fin de la Seconde Guerre mondiale, Luc Hoffmann se lance dans la recherche scientifique et soutient une thèse consacrée aux différents motifs de couleurs des oisillons de la Sterne pierregarin (Sterna hirundo) en Camargue. Son directeur de thèse est Adolf Portmann.

### Mariage et famille
En 1953, à Vienne, Luc Hoffmann épouse Daria Razoumovski (1925-2002), deuxième fille du comte Andrei Razoumovski et de la princesse Katharina Nikolaievna Sayn-Wittgenstein, qui ont fui la Russie en 1918 après la révolution d’Octobre. Le couple a quatre enfants : Vera, Maja, André et Daschenka.

### Fonds mondial pour la nature (WWF)
Avec Peter Scott, Julian Huxley, Max Nicholson et d’autres, Luc Hoffmann est l’un des membres fondateurs du Fonds mondial pour la nature (WWF) en 1961. Il en devient vice-président lors de la réunion constitutive et assume ces fonctions jusqu’en 1988. Il est nommé vice-président d’honneur en 1998. Hoffmann contribue à créer le Parc national de Doñana en Andalousie en 1963. Il aide également à lancer l’appel national en Autriche en 1963 et préside l’appel national français dans les années 1980. 

### Convention de Ramsar sur les zones humides
Luc Hoffmann est un des initiateurs de la convention de Ramsar sur les zones humides, l’un des premiers traités intergouvernementaux destinés à protéger l’environnement signé en 1971,. L'idée est née en 1962, lors d'une conférence organisée par lui aux Saintes-Maries-de-la-Mer. Cette convention vise à préserver les zones humides : des terres qui sont couvertes en permanence ou périodiquement par des eaux peu profondes et qui accueillent généralement des oiseaux migrateurs. À ce jour, 169 pays se sont engagés à protéger leurs zones humides au titre de la convention.

### Tour du Valat
En 1948, Luc Hoffmann achète une propriété en Camargue (France) et en 1954, il y implante la station de recherche biologique de la Tour du Valat. C’est au travail de défense de l’environnement effectué à la Tour du Valat qu’on attribue le fait que les grands flamants roses (Phoenicopterus roseus) sont toujours présents en France. Hoffmann soutient également l’élevage du cheval de Przewalski (Equus ferus przewalskii) non loin de là, et contribue à le réintroduire en 2004 en Mongolie d’où il était originaire. La Tour du Valat est une station qui a formé des générations d’écologistes, parmi lesquels il faut notamment citer John Krebs. Plus de 60 doctorats ont été décernés pour des recherches menées à la Tour du Valat par des étudiants inscrits dans des universités de France, d’Allemagne, de Suisse, d’Italie, du Canada et du Royaume-Uni.

### Fondation Vincent Van Gogh Arles
En 2008, Luc Hoffmann relance l’ambition de la conservatrice Yolande Clergue de créer une fondation Van Gogh en instaurant à Arles un cadre permanent appelé Fondation Vincent Van Gogh Arles, pour les activités destinées à préserver la mémoire de Vincent Van Gogh et à encourager l’art contemporain.

## Autres activités de défense de l'environnement
Luc Hoffmann a apporté des contributions importantes à la préservation de la nature au lac de Neusiedler en Autriche, au Parc national Hortobagy en Hongrie, dans la région de Prespa qui chevauche la Grèce, l’Albanie et la Macédoine, ainsi qu’au Parc national du Banc d’Arguin en Mauritanie. En 1994, Hoffmann a créé la Fondation MAVA qui décerne des bourses pour la préservation de la nature dans la région méditerranéenne, sur la côte ouest de l’Afrique et dans les Alpes. 

## Prix, médailles et nominations
- 1981 : Fellow de l'Association américaine pour l'avancement de la science (États-Unis)
- 1986 : Membre honoraire du WWF International
- 1989 : Chevalier de la Légion d'honneur (France) ; commandeur de l'ordre de l'Arche d'or (Pays-Bas)
- 1990 : Docteur honoris causa, université de Bâle (Suisse)
- 1992 : Docteur honoris causa, université Aristote de Thessalonique (Grèce)
- 1993 : Croix du Mérite pour les sciences et les arts (Autriche) ; Pro Natura Dij (Hongrie) ; Médaille Konrad Lorenz, Société Konrad Lorenz (Autriche)
- 1994 : Prix Kai-Curry-Lindhal, Colonial Waterbird Society (États-Unis) ; officier de l'ordre du Mérite national (Mauritanie)
- 1998 : Commandeur de l'ordre du Mérite (Grèce) ; Médaille de la Conservation du duc d'Édimbourg (WWF International)
- 2001 : Docteur honoris causa, université de Bâle (Suisse)
- 2003 : Citoyen d'honneur, Demos de Prespa (Grèce) ; création de la chaire « Luc Hoffmann », Edward Grey Institute of Field Ornithology, université d'Oxford (Royaume-Uni)
- 2004 : Citoyen d'honneur de la commune de Nouamghar (Mauritanie) ; Prix européen pour la Culture ; Médaille John C. Philips, UICN (Suisse) ; Prix Intecol, International Association for Ecology (Pays-Bas) ; membre de l'American Ornithological Society (États-Unis)
- 2005 : Prix Byron Antipas, Société hellénique pour la protection de la nature (Grèce)
- 2007 : Prix Euronatur de l'excellence environnementale
- 2009 : Médaille du Président, BirdLife International (Kenya) ; Médaille d'Ordre d'Isabelle la catholique[Quoi ?] décerné par le roi Juan Carlos (Espagne)
- 2010 : Membre d'honneur, Ala - Schweizerische Gesellschaft für Vogelkunde und Vogelschutz (Suisse) ; Président d’honneur, Fondation MAVA (Suisse) ; Seden d'honneur, Parc naturel régional de Camargue (France) ; Officier de la Légion d'honneur (France)
- 2012 : Prix honorifique, 40e anniversaire de la convention de Ramsar (Roumanie)
- 2013 : Docteur honoris causa, Business School Lausanne (Suisse)
- 2014 : Prix Zayed pour l'Action environnementale ayant un impact positif sur la société (Émirats arabes unis)

## Hommage
Le jardin Flandre-Tanger-Maroc, dans le 19e arrondissement de Paris, a été renommé jardin Luc-Hoffmann en 2017.